# Darinko Kosor
Darinko Kosor (ur. 14 marca 1965 w Zagrzebiu) – chorwacki polityk, przedsiębiorca i samorządowiec, poseł do Zgromadzenia Chorwackiego, przewodniczący Chorwackiej Partii Socjalliberalnej (HSLS).

## Życiorys
Z wykształcenia ekonomista, pracował w sektorze prywatnym jako menedżer, dyrektor i właściciel przedsiębiorstw branży reklamowej oraz wydawniczej. W latach 2000–2001 pełnił funkcję zastępcy burmistrza Zagrzebia. W 1992 wstąpił do Chorwackiej Partii Socjalliberalnej, kierował stołecznymi strukturami tego ugrupowania, a w 2009 stanął na czele HSLS, zastępując Đurđę Adlešič. Kierował tym ugrupowaniem do 2019.
W 2009 został wybrany na radnego miejskiego, zaś w 2013 powołany na przewodniczącego rady miejskiej w Zagrzebiu. Po kilku latach kierowania partią wprowadził ją do Koalicji Patriotycznej skupionej wokół Chorwackiej Wspólnoty Demokratycznej. Z jej listy w wyborach w 2015 uzyskał mandat posła do Zgromadzenia Chorwackiego. W przedterminowych wyborach w 2016 z powodzeniem ubiegał się o poselską reelekcję.
Jest kuzynem Jadranki Kosor.